# Mammisi
Ein Mammisi (altägyptisch Per mesi) ist ein Teil eines altägyptischen Tempelkomplexes, der die Form eines kleinen Tempels hat und archäologisch etwa vom achten Jahrhundert v. Chr. bis in das vierte Jahrhundert n. Chr. nachweisbar ist. Mammisi stehen innerhalb der Umwallung des Haupttempels im rechten Winkel zum Hauptprozessionsweg.

## Mythologische Verbindungen
Die Einführung der Mammisi fußt auf den seit der 20. Dynastie eingeführten Kindgottheiten mit dem Namensanhang pa-chered („das Kind“). Als Vorläufer der Geburtshäuser gelten kleine Vorgängerbauten der Ramessidenzeit sowie thematisch relevante Teile des Bildprogramms älterer Tempel. Im weiteren Verlauf erfuhren die Mammisi mit Beginn der ptolemäischen Zeit eine vollkommen neue theologische Ausrichtung, die den Kult der Kindgottheiten in das Zentrum der Göttertriaden setzte, beispielsweise in Dendera, Edfu und Philae. 

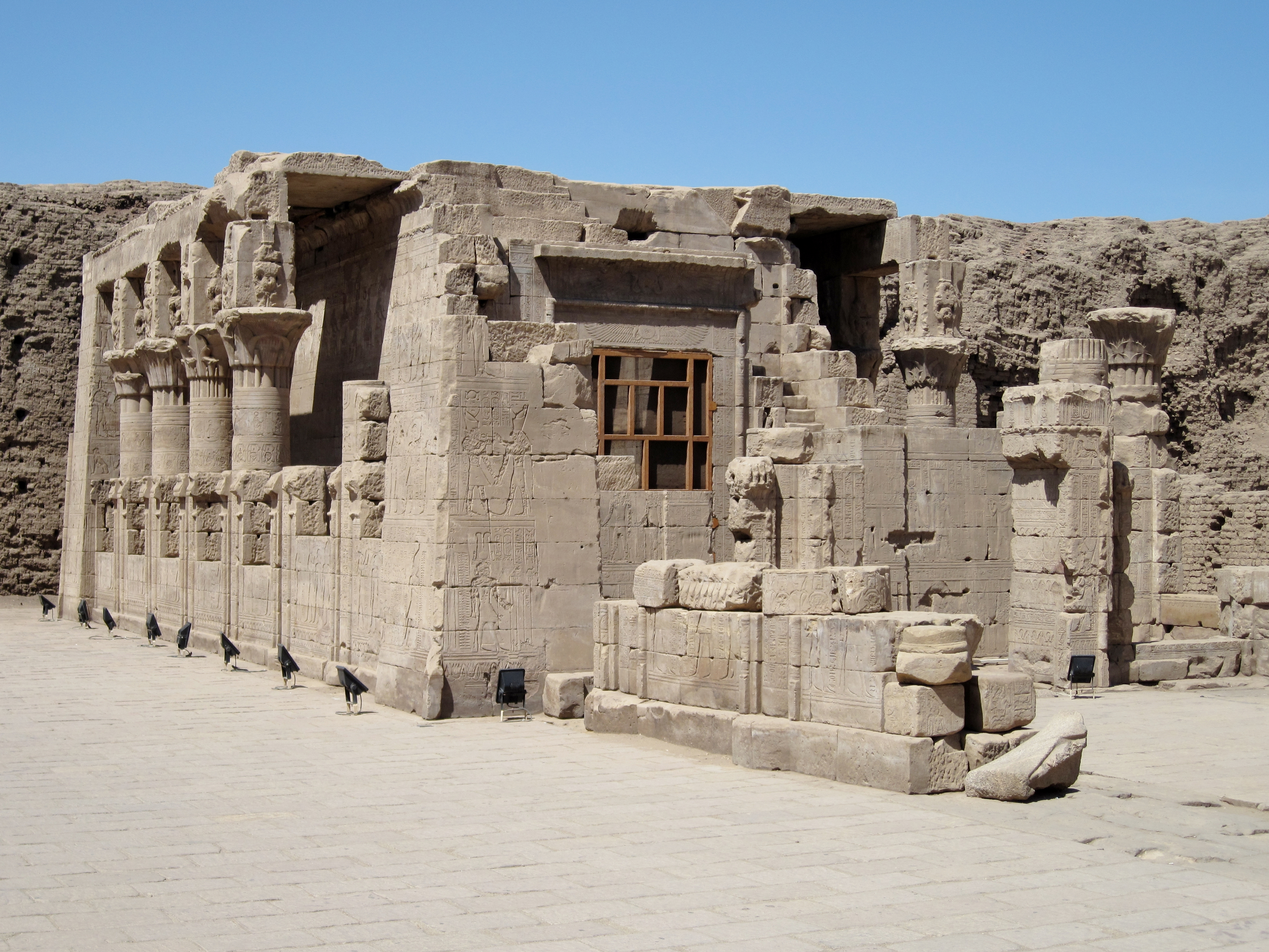
Südseite des Mammisi von Edfu mit Darstellungen der Gottheit Bes oberhalb der Säulenkapitelle

Da es in der späteren Zeit der altägyptischen Religion üblich war, Tempel den Göttertriaden zu widmen, also einer Gruppe von drei Göttern, die in der Konstellation Vater-Mutter-Kind zueinander standen, wurde im Tempelkult auch die Themengruppe „Hochzeit“, „Geburt“, „Kinderaufzucht“ und „Inthronisierung des Nachfolgers“ behandelt. Für diese Feiern der Wiedergeburt des Königtums diente das Mammisi als Kultort.
In der griechisch-römischen Zeit wird das Dekorationsprogramm der Mammisi mit Bes-Darstellungen an den Säulenkapitellen des Pronaos erweitert. Die Bes-Gottheiten (Haitiu) wurden in den Mythos Die Heimkehr der Göttin eingebunden, weshalb die altägyptische Bevölkerung die von Tefnut erfolgte Ankunft in Ägypten mit entsprechenden Tanzfesten jubelnd feierte.
Der Ursprung der Mammisi wird in vorzeitlichen „Wochenlauben“ vermutet, provisorischen Gebäuden oder Schutzdächern aus Holz und Matten, in denen werdende Mütter während der Vorbereitungen zur Geburt und in den ersten Wochen danach von der menschlichen Gemeinschaft isoliert wurden. Der Bezug zur improvisierten Bauweise der alten „Lauben“ zeigt sich in den hier oft verwendeten „Pflanzensäulen“ und den halbhohen Steinwänden, die wie mit altertümlichen Matten behängte Holzschranken aussehen, die als Sichtschutz verwendet wurden.